# 中葡友好紀念物
中葡友好紀念物  是澳葡政府在1999年將澳門移交中國前，在澳門建立的一系列紀念物。第一座建築物是融和門，在1993年10月29日揭幕；最後一座是觀音蓮花苑，在1999年3月21日揭幕。

## 紀念物

### 融和門 Portas do Entendimento（Gate of Understanding）

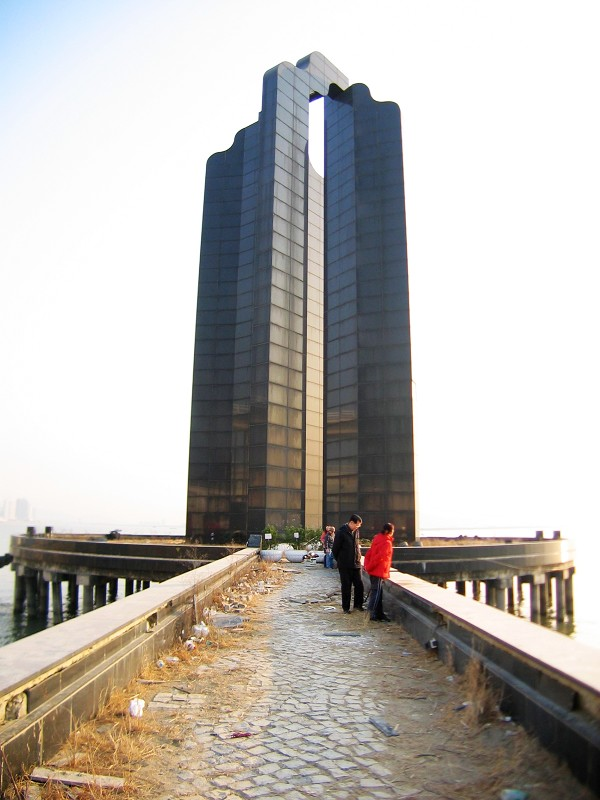
融和門

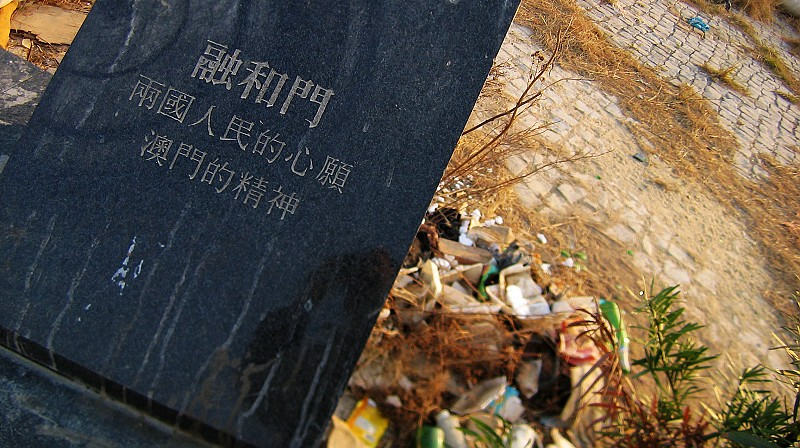
融和門

坐落於西灣，原計劃在1993年6月10日葡國日、賈梅士日暨葡僑日揭幕，由於葡萄牙總統蘇亞雷斯年底訪澳，故而揭幕儀式延遲至10月29日由蘇亞雷斯主持剪彩。
融和門設計者為葡國雕塑藝術家João Charters de Almeida（1935-） 。由葡資德力建築公司承建，工程總造價2800餘萬澳門元，1993年2月動工，9月完成。由四根高40米的兩組支柱互勾而成，為鋼筋骨架，混凝土澆注，支柱表面鋪設黑色花崗岩。下設有供遊人休息的長椅。四周還裝有射燈，在晚間照亮整座建築物。
融和門在西灣堤畔對開海面60米處，與陸地建有行人道連接，上面寫有融和門中葡文名的黑白葡式碎石裝飾。此雕塑設計抽象，包含天、地、水、力，表達和平、愛心，有人認為融和門看似手掌拱合象徵中葡友誼。
融和門因外牆剝落而被廢棄，而通往融和門的橋也堆滿了垃圾和長了許多雜草。后澳门政府拨款3800万澳门币进行修缮，并于2021年完工，但完工至今数年仍未对公众开放

### 男女與狗 Homens, mulheres e um cão（Men, women and a dog）
坐落於大三巴牌坊前，是一座「男女」及一座「少女與狗」的兩件雕塑，設計者為雕塑家及詩人拉果·亨利克(Lagoa Henriques 1923-2009)。耗資200萬元，在1994年6月10日揭幕。由於大三巴牌坊附近是澳門的旅遊點，同時牌坊本身也是中葡友誼的象徵之一，故政府將雕像安置於此。
兩件雕塑作品，其一名為「狗年」(Ano do Cão)，是表現一個少女竪起右腳，上身赤裸半身仰坐在耶穌會紀念廣場一處台階上，望着大三巴牌坊，左手輕撫愛犬。據稱犬的雕像源自中國生肖，因1994年為中國農曆甲戌年屬狗年。此「少女與狗」雕塑已於2010年7月下旬被拆走。
第二件名為「東西方相遇」(Encontro entre o Ocidente e o Oriente) 雕塑安放在廣場另一側一個直徑3.2米的圓形水池中，雕像是一對青年男女在一塊礁石上，並被一個“圓圈”環繞，年輕中國女子將蓮花獻給一位葡國男子，一隻仙鶴棲身於圓環上端，象徵着永久和理解，也代表着中葡之間的純潔友誼。

### 蓮花雕像 Estátua de Lotus（Lotus statue）

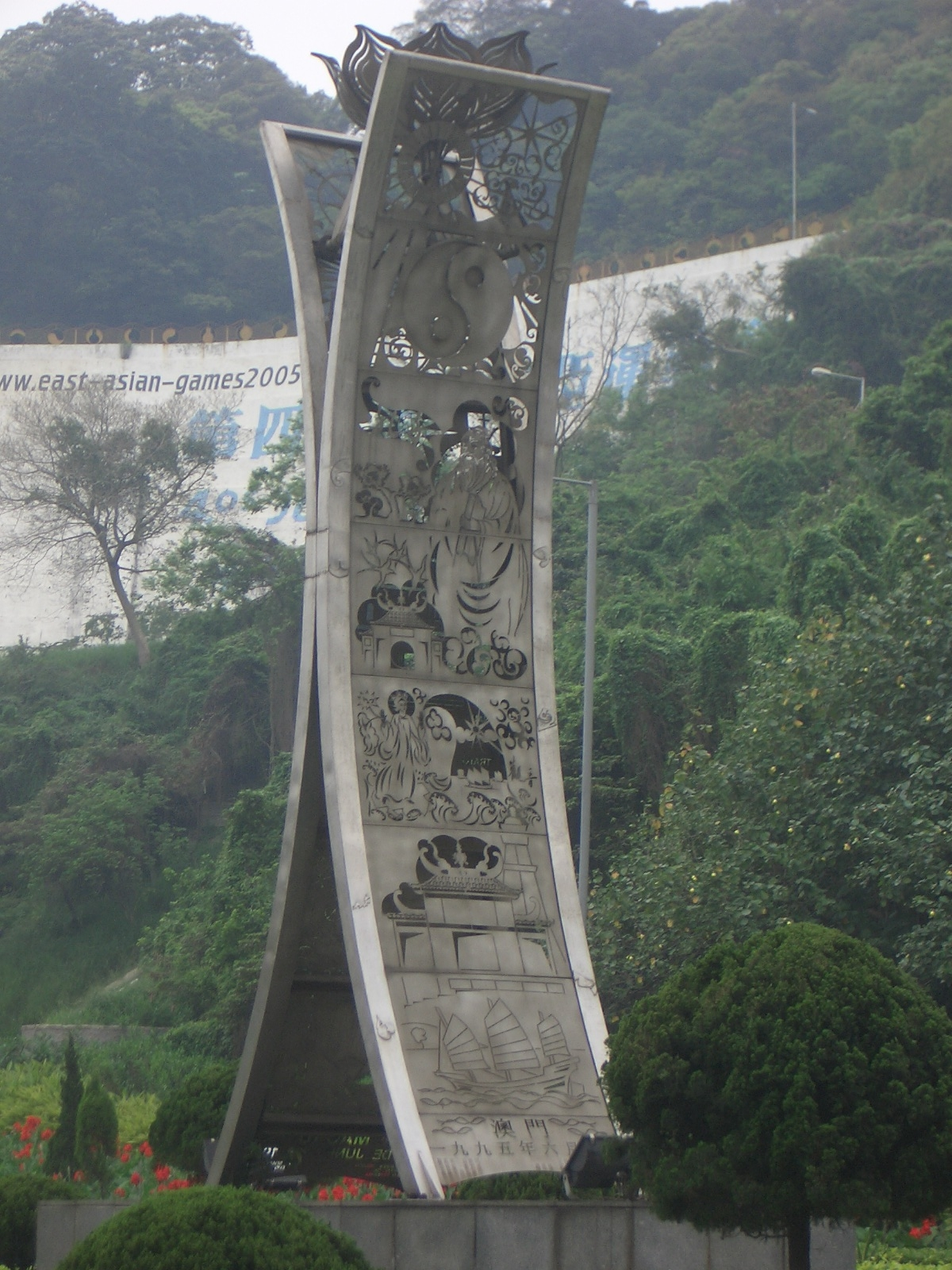
蓮花雕像

坐落在羅理基博士大馬路松山隧道口，1995年6月10日揭幕。耗資200萬元。雕像高8米，以兩塊弧形不鏽鋼片組成「人」字形，兩邊嵌有代表中葡兩種文化的圖案，中央還竪立一朵用不鏽鋼製成有蓮莖的蓮花。雕像建在兩層水泥塔基上，兩邊還安置有強光的射燈，晚間大放光明。

### 東方拱門 Arco Oriente（Oriental arch）

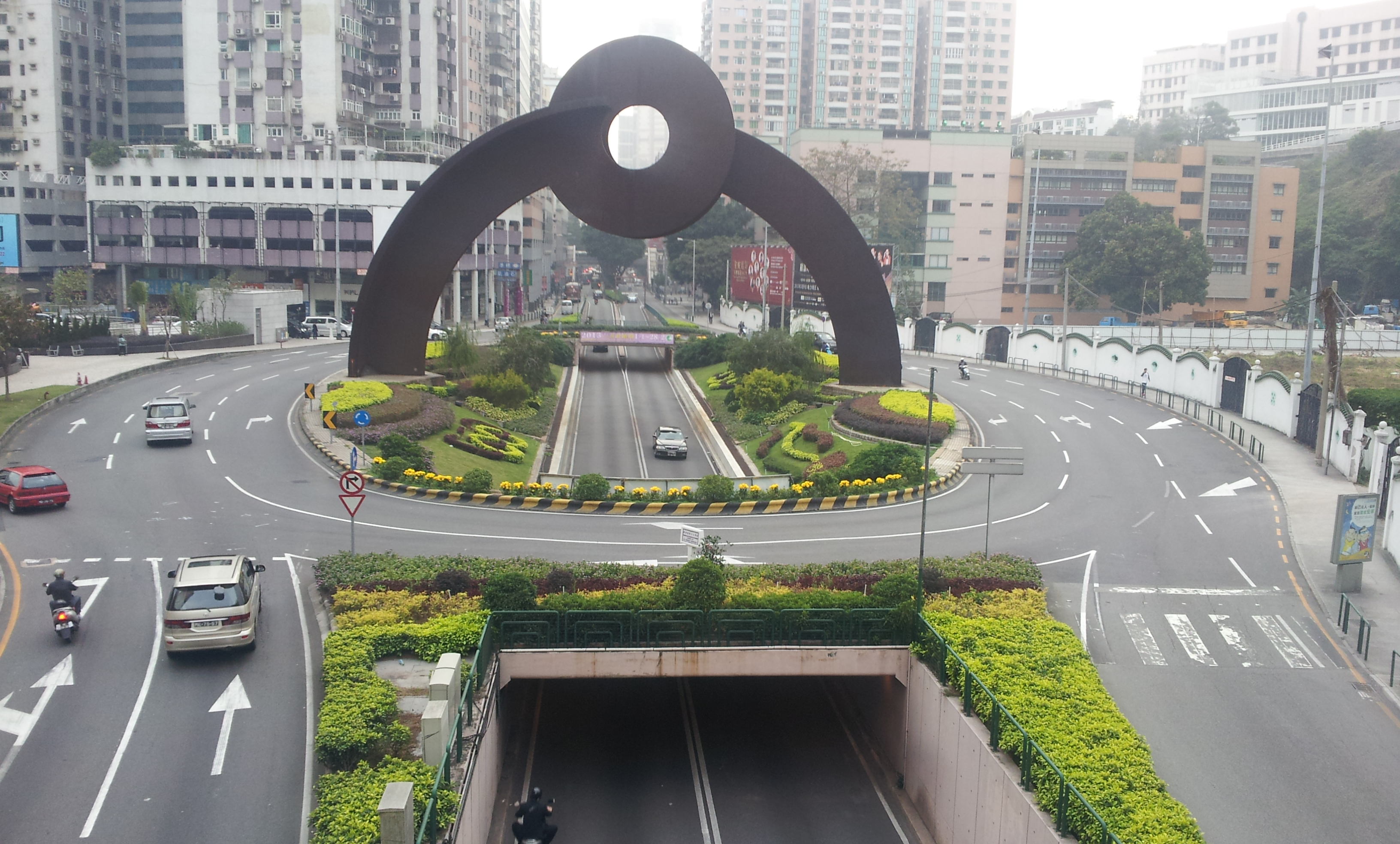
東方拱門

「東方拱門」矗立在羅理基博士大馬路何賢公園迴旋處行車隧道上，為耐候鋼鑄造，異常矚目。耗資達675萬元。1996年6月10日揭幕。高28米，闊35米，由數件巨型預鑄鋼鐵，包括兩邊弧形柱及中央圓環，互相構築成巨大的拱門，象徵澳門是中葡兩國文化的交匯點，和諧統一。四周尚有射燈，晚上照亮整座紀念建築。
由葡國雕塑家賈華洛（Zulmiro de Carvalho，1940- ）設計。拱門不塗油漆，由於材料受自然氧化，表面形成保護層，使本身免受侵蝕（俗稱生鏽）。經過一年後，保護層外表已呈棕紅色光澤，晚上在射燈照射下部分未完全氧化的金屬會呈現隱約閃光。

### 擁抱 Abraço（Embrace）

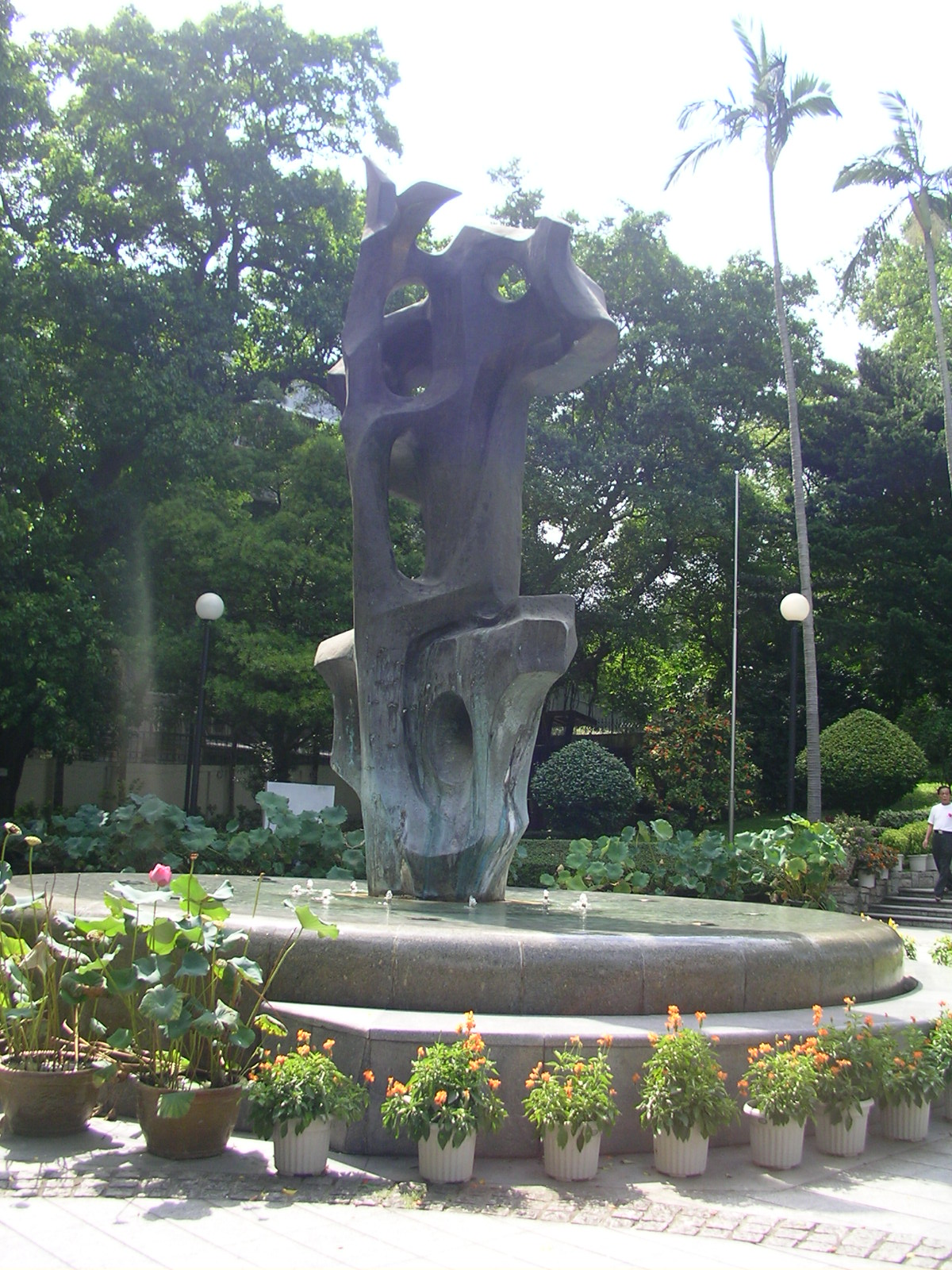
擁抱

「擁抱」紀念塑像坐落在白鴿巢公園，以鋅鋼鑄造，呈青銅色，高6米，由葡國藝術家韋綺蓮設計，作品在葡國鑄造後運來澳門，安放在公園新建的小型圓形噴水池中央，造價為290萬元。1996年6月3日揭幕。
雕塑是以獨特的藝術表現象徵不同的種族與宗敎相互交融，和睦共處，象徵中葡兩國人民情誼永存。噴水池有多個噴嘴，不停地噴射出矮小的水柱，池水滿溢，順流向四周下瀉，再由水槽收集泄去。

### 乘風展翅 Asa dos Bons Ventos（Wing of Good Winds）

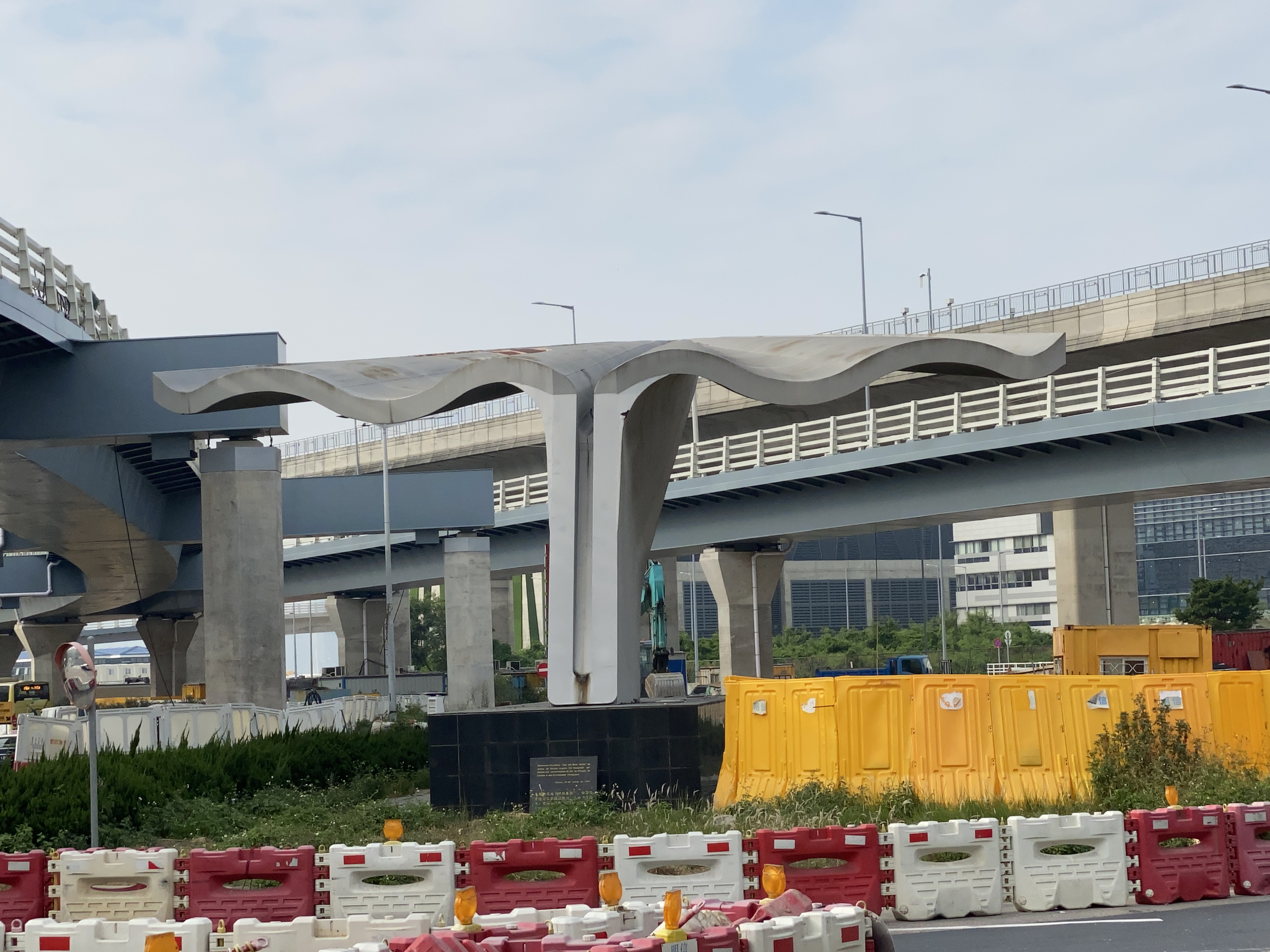
乘風展翅

「乘風展翅」雕塑位於氹仔北安至澳門國際機場轉彎處，是澳門離島第一座紀念物。設計者薛傲濤表示作品是以澳門國際機場為主題，代表一帆風順，振翅高飛之意。該作品用20噸重的鋼鑄成，如一隻正在昇空的飛機，機頭向上，兩翼呈波浪形，安放在高約1.83米的雲石基座上，整座雕塑高15米，闊15米，兩翼呈銀灰色。兩翼在葡國製造了六個月，運抵澳門後裝嵌拼焊建成，可承受時速達300公里的強風。耗資400萬元。
1997年6月10日下午四時由葡國內閣事務暨國防部部長韋德霖（António Vitorino， 1957-）、澳門總督韋奇立、立法會主席林綺濤等揭幕。

### 東方明珠 Pérola do Oriental（Pearl of the Orient）

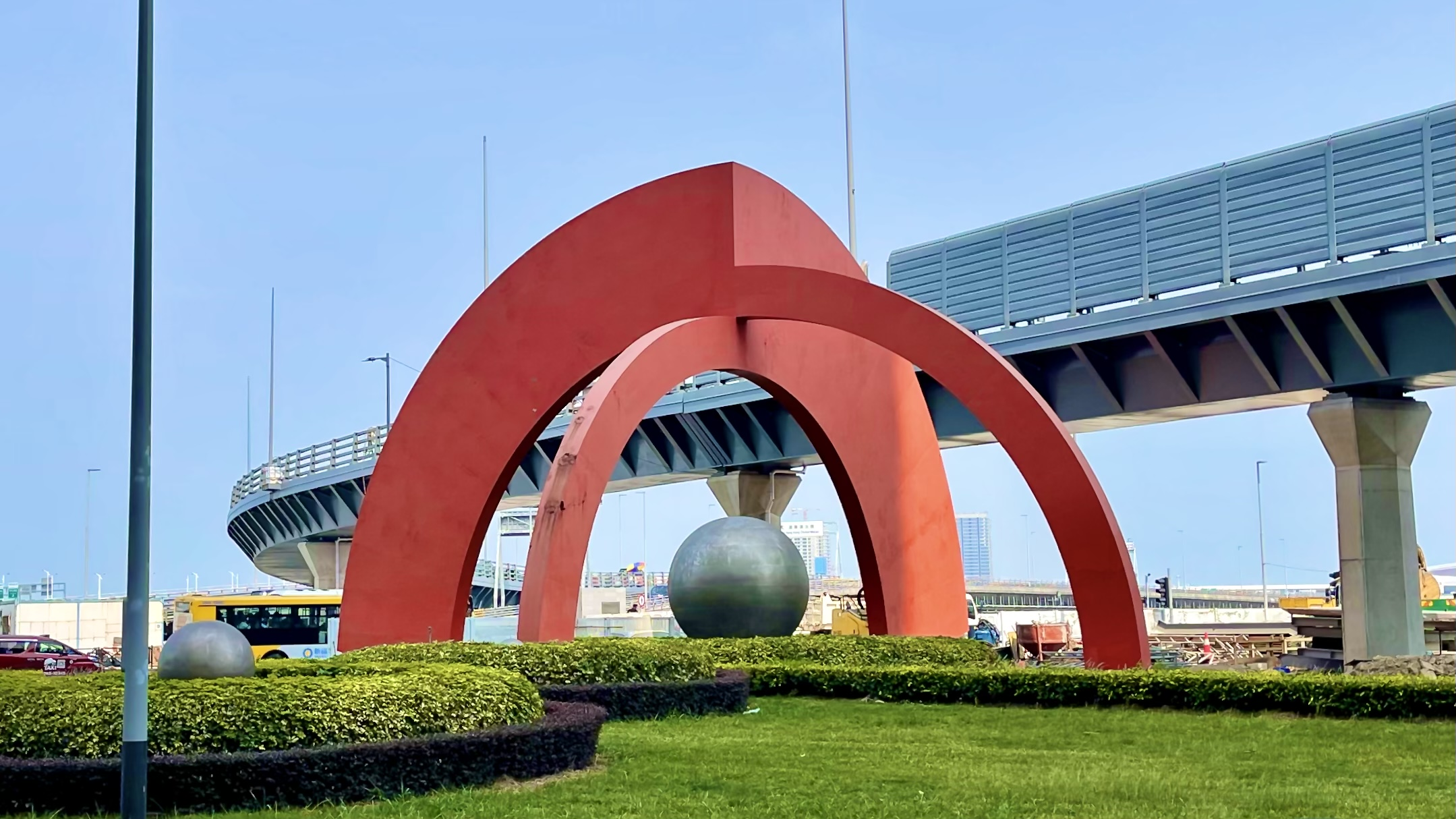
東方明珠

「東方明珠」雕塑坐落於澳門友誼圓形地，由兩組拱形鋼件採用特殊鋼料交疊而成，中間有一顆直徑三米的磨砂不鏽鋼球，球體由一組噴泉包圍，此拱形雕塑高 11.3米，共有四條支柱，其中兩條闊1米，另兩條分別闊3.5米及4.5米，在靠近馬場北大馬路一側，分別設有七個磨砂不鏽鋼球，較主體中央的不鏽鋼球為小，直徑分別為半米及一米，每個鋼球均安放在一個圓形噴泉中央。「東方明珠」無論在甚麼角度看都是一樣的。共耗資650萬澳門元。
由葡國雕塑家羅若誠設計。兩個建在地上的拱形鋼件呈橙色，互相交錯，象徵兩個民族的文化在同一時空交匯；周圍由大小不一的不鏽鋼球體環繞，每個球體的噴泉，象徵中葡兩國人民同樣有生生不息的生命。1997年6月10日下午四點半，葡國內閣事務暨國防部部長韋德霖（António Vitorino）、澳督韋奇立、立法會主席林綺濤等人揭幕。

### 永遠的握手 Para sempre aperto de mão（Forever handshake）

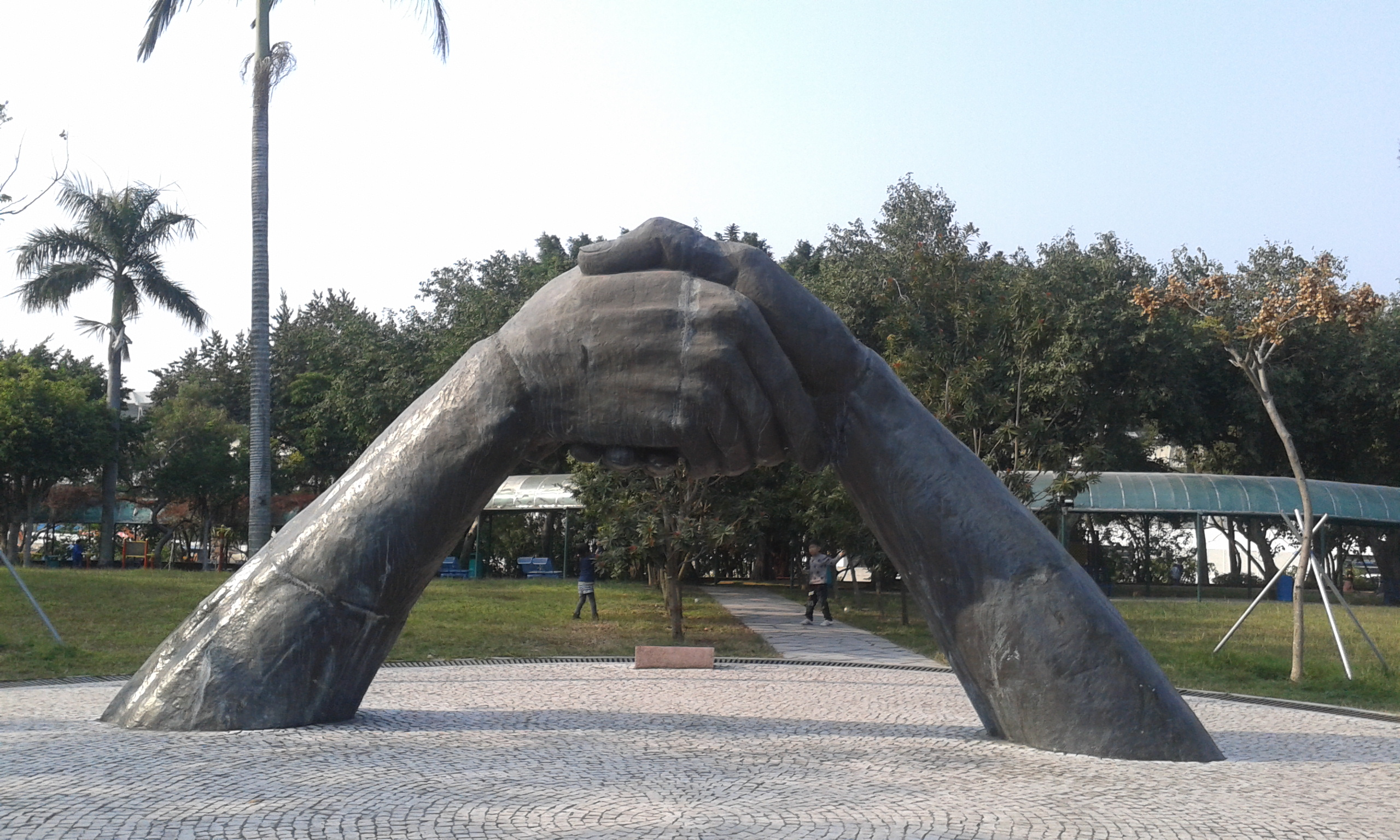
永遠的握手

「永遠的握手」坐落於紀念孫中山市政公園中央一大片草坪上，這座由鋼鑄造的雕塑作品兩米多高、重四噸，造價200萬元，設計者、雕塑家劉桂炳表示，其意是有四百年歷史見證的中葡友好關係和澳門人民的諒解，以互相握手表示中葡友誼的延續。1997年11月18日由澳督韋奇立，立法會主席林綺濤，傳播、旅遊暨文化政務司高樹維（António Salavessa da Costa）及劉桂炳等人剪彩。兩隻手臂凌空緊握，予人逼眞而有力的感覺。

### 媽祖石雕像 Estátua de pedra de Mazu（Mazu statue of stone）

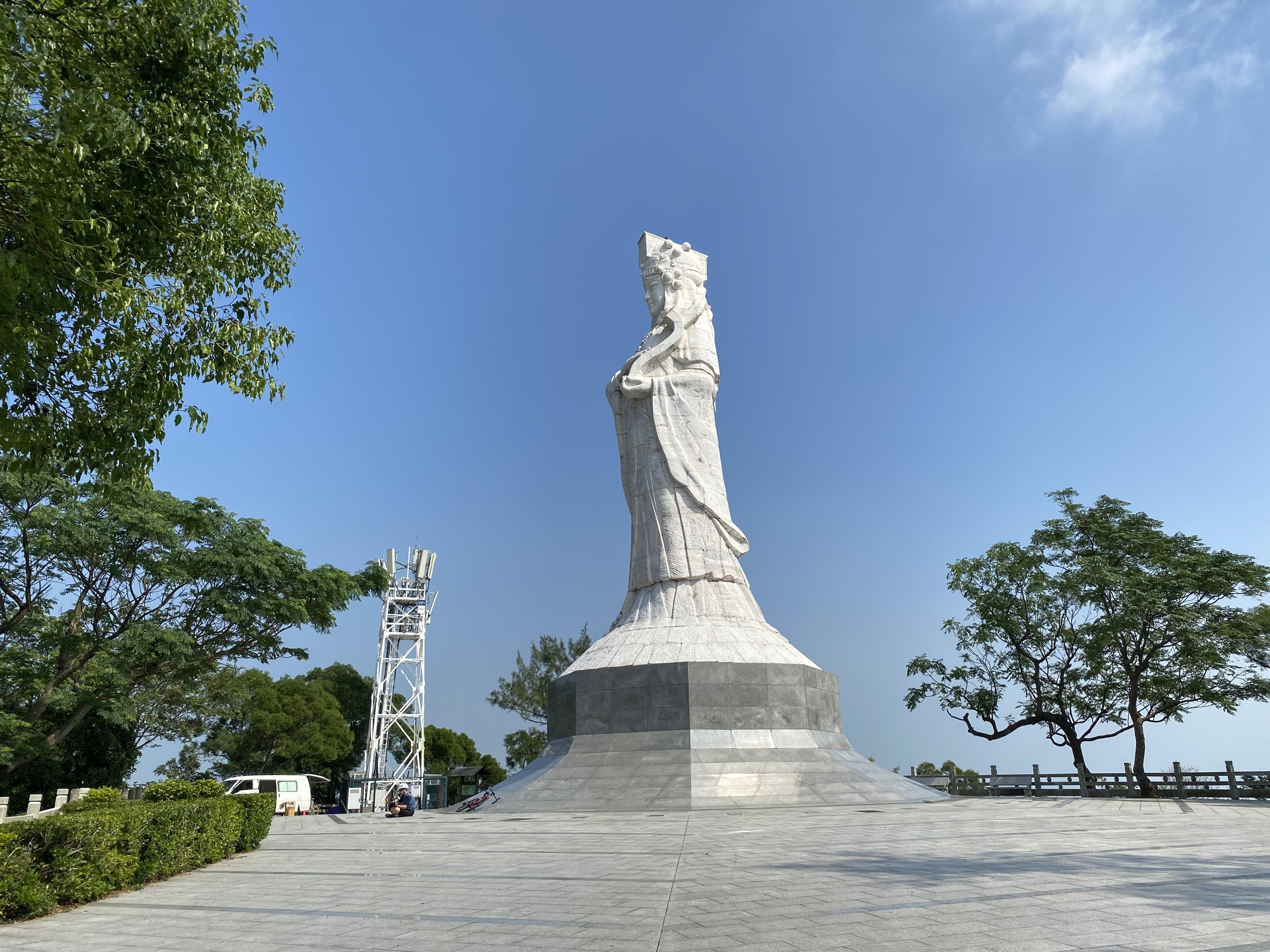
媽祖石雕像

一個由民間興建的大型玉雕神像，位於路環疊石塘山頂。該像是精選北京房山漢白玉雕製造而成，高19.99米，重1000噸，由雕刻家梁晚年設計，耗資870萬元，由120位石雕工匠歷時八個月建成，是目前世界上最高的媽祖雕像。澳門的葡文名稱就是媽閣（媽祖閣）的音譯，而媽祖又一直是澳門和這個區域的宗敎文化生活中的重要神祇之一。媽祖雕像於1998年10月26日建成開光。周圍的媽祖文化村已經對外開放。

### 觀音蓮花苑 Centro de Ecuménico Kun Iam（Kun Iam Ecumenical Centre）

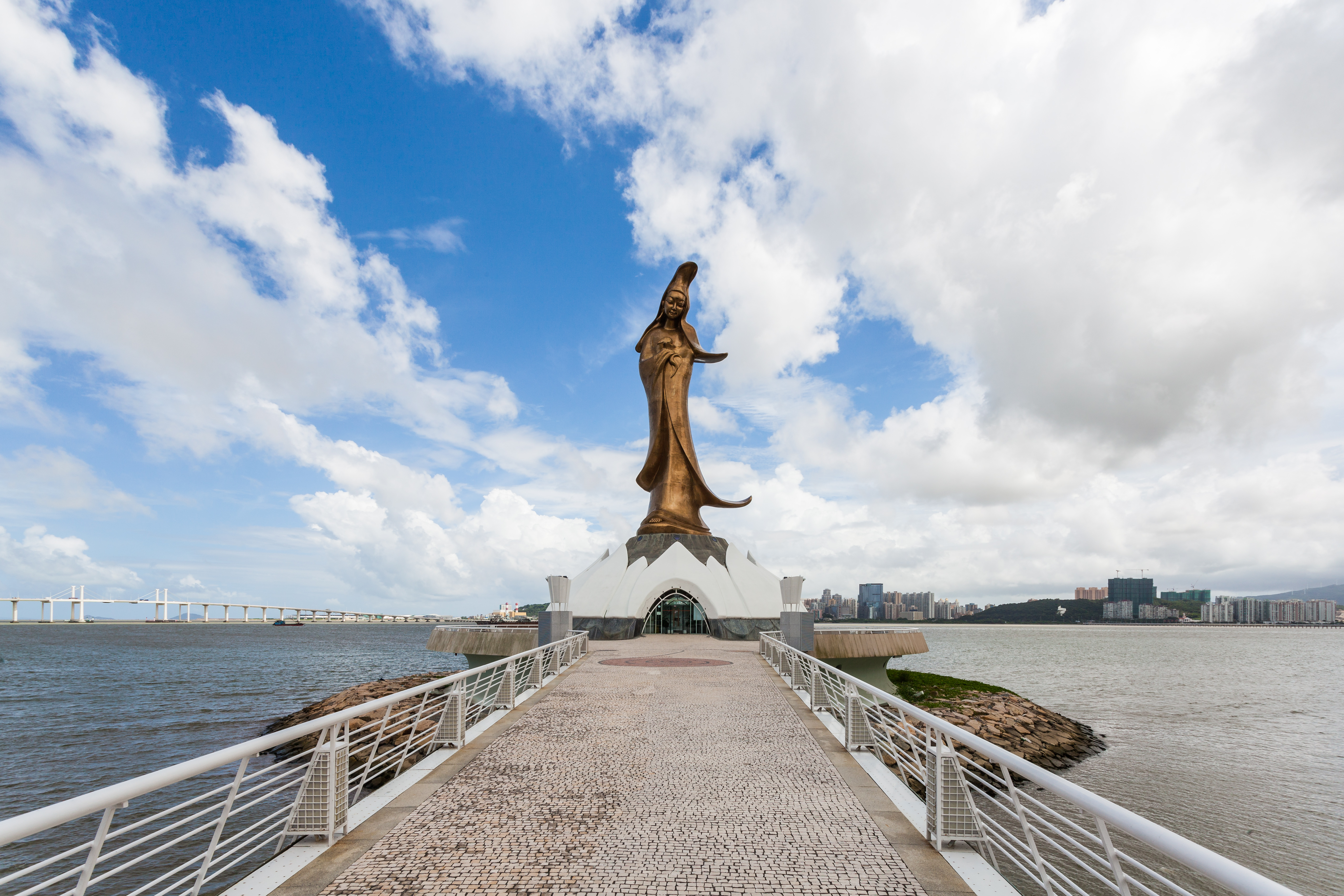
觀音蓮花苑

觀音蓮花苑於1999年3月21日正式揭幕，是中葡友好紀念物系列的最後一件作品。觀音蓮花苑為葡萄牙設計師李潔蓮（Cristina Rocha Leiria）設計，後期由中國南京晨光集團鑄製，再將47件散件在現址安嵌。觀音像面容方向經風水師測算決定，顯示觀音正翻越松山並走向位於美副將大馬路的觀音堂。

## 負面評價
此一系列的紀念物，在澳門移交中國前一直被指浪費公帑，旨在紀念澳葡政府的管治，但中方未有高層人士出席。部份紀念物亦有其本身的問題：
- 融和門石塊經常剝落，現在已經禁止遊人內進。另外西灣大橋落成後，融和門在景觀上已大為失色。
- 東方拱門在澳門民間被譏為「生鏽鐵」。
- 男女與狗的造型，有評論指為讽刺中國人及下流。
- 由於觀音蓮花苑的觀音面向陸地（而非傳統的望海或自山上俯視），而且面貌似聖母瑪利亞，故有些人感到不悅。

## 正面評價
- 部分紀念物確實增加澳門市區的藝術感。
- 觀音蓮花苑的的獨特設計引起很多遊客造訪，特別是華人遊客。
- 媽祖石雕像重新突顯澳門的媽祖文化。